# STS-75
STS-75, voluit Space Transportation System-75, was een spaceshuttlemissie van de Columbia. Tijdens de missie werden experimenten uitgevoerd met het Tethered Satellite System (TSS-1R). Eerder werd een soortgelijk experiment uitgevoerd met deze satelliet tijdens STS-46.

## Bemanning
| Positie            | Lancering                           | Landing                             |                                     |
| ------------------ | ----------------------------------- | ----------------------------------- | ----------------------------------- |
| Bevelhebber        | Andrew Allen 3e ruimtevlucht        | Andrew Allen 3e ruimtevlucht        |                                     |
| Piloot             | Scott Horowitz 1e ruimtevlucht      | Scott Horowitz 1e ruimtevlucht      |                                     |
| Missiespecialist 1 | Jeffrey Hoffman 5e ruimtevlucht     | Jeffrey Hoffman 5e ruimtevlucht     |                                     |
| Missiespecialist 2 | Maurizio Cheli 1e ruimtevlucht      | Maurizio Cheli 1e ruimtevlucht      | Maurizio Cheli 1e ruimtevlucht      |
| Missiespecialist 3 | Claude Nicollier 3e ruimtevlucht    | Claude Nicollier 3e ruimtevlucht    | Claude Nicollier 3e ruimtevlucht    |
| Missiespecialist 4 | Franklin Chang-Diaz 5e ruimtevlucht | Franklin Chang-Diaz 5e ruimtevlucht | Franklin Chang-Diaz 5e ruimtevlucht |
| Ladingspecialist 1 | Umberto Guidoni 1e ruimtevlucht     | Umberto Guidoni 1e ruimtevlucht     | Umberto Guidoni 1e ruimtevlucht     |

## Media

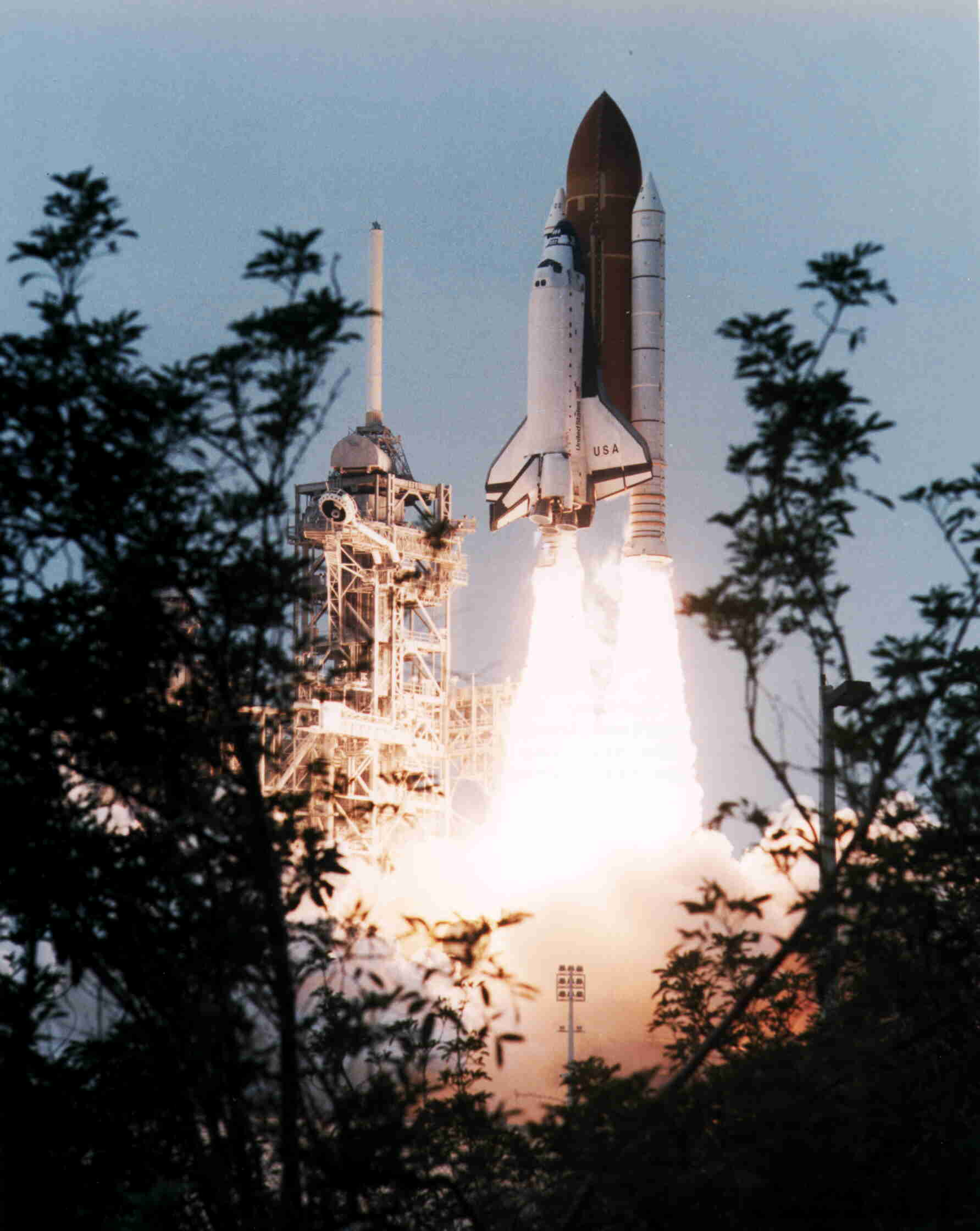
Lancering
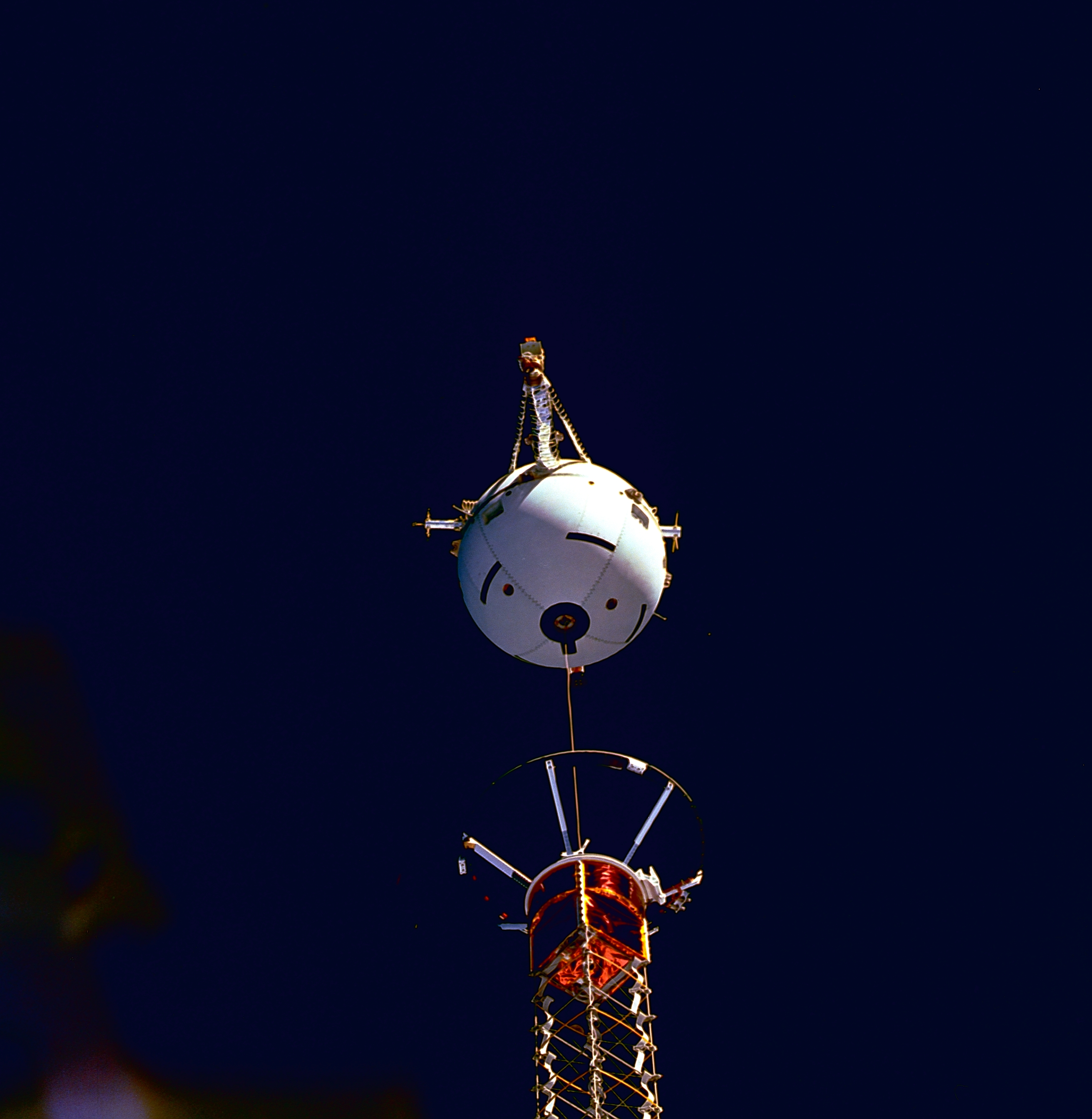
Het Tethered Satellite System